# David H. Rosenthal
David H. Rosenthal (Nueva York, 1945 - 30 de octubre de 1992) fue un poeta, ensayista y traductor estadounidense. Fue un gran divulgador de la literatura y la realidad catalanas contemporáneas, y en 1984 publicó una traducción al inglés de Tirant lo Blanc, La plaça del Diamant y Solitud, entre otras obras. Recibió la Creu de Sant Jordi en 1988. Murió de cáncer de páncreas a los 47 años, en plena madurez creativa.
En el año 2008 se publicó, traducida al catalán, su obra póstuma Banderes al vent!, dedicada a la Barcelona de entreguerras, con prólogo de Joan Rendé y epílogo de María Luisa García Bermejo.

## Obras
- Eyes on the Street (1974), incorporó dos versiones de poemas de Pere Quart y Gabriel Ferrater.
- Modern Catalan Poetry: an Anthology (1980), traducción de 14 poetas catalanes
- The time of the doves traducción de La Plaça del Diamant de Mercè Rodoreda (1981)
- Loves of the Poets: Poems (1989)
- Hard Bop: Jazz and Black Music 1955-1965 (1992)
- The Journey: Poems (1992)
- Camellia Street by Mercè Rodoreda (1993)
- Solitude by Víctor Català Caterina Albert
- Four Postwar Catalan Poets (editor, 1994)
- Banderes al vent! La Barcelona de les utopies, 1914-1936. Barcelona: Editorial Meteora (2008)

## Fondo personal
El fondo personal de David Rosenthal se incorporó a la Biblioteca de Humanidades de la Universitat Autònoma de Barcelona en el año 2008. Este fondo incluye una selección de sus traducciones manuscritas y mecanografiadas, así como diversos juegos de pruebas de las obras más destacadas que tradujo, como Tirant lo Blanc, El libro de las bestias, Incerta glòria, La plaza del Diamante, El callejón de las camelias, entre otras.
Sus cuadernos contienen una amplia variedad de escritos inéditos, como borradores de poemas, ensayos, críticas sobre jazz, traducciones y otros materiales. Además, el fondo incluye ejemplares de las obras que publicó, tanto las propias como las traducciones realizadas a lo largo de su carrera.